# Aethopyga flagrans
Aethopyga flagrans là một loài chim trong họ Nectariniidae.